# Гамбс, Кейт
Кейт Гамбс (англ. Keith Gumbs; 11 сентября 1972, Бастер, Сент-Китс и Невис) — сент-китский футболист, нападающий. Выступал за сборную Сент-Китса и Невиса.

## Биография

### Карьера в сборной
Играл за сборную Сент-Китса и Невиса.

## Достижения

### Командные
«Хэппи-Вэлли»
- Чемпион Гонконга: 2002/03

«Китчи»
- Обладатель Кубка гонконгской лиги: 2005/06, 2006/07
- Обладатель Hong Kong Senior Challenge Shield[англ.]: 2005/06

«Сривиджая»
- Чемпион Индонезии: 2007/08, 2011/12
- Обладатель Кубка Индонезии: 2007/08, 2008/09, 2010
- Обладатель Суперкубка Индонезии: 2010

### Личные
- Лучший бомбардир чемпионата Гонконга: 2002/03
- Лучший бомбардир Кубка гонконгской лиги: 2005/06
- Лучший бомбардир Hong Kong Senior Challenge Shield[англ.]: 2005/06
- Лучший игрок чемпионата Индонезии в сезоне 2011/12
- Медаль почёта (Сент-Китс и Невис): 2010